# Morales (Bolívar)

Localização do município de Morales, no departamento de Bolívar

Morales é um município da Colômbia no departamento de Bolívar.